# Rădulești
Rădulești là một xã thuộc hạt Ialomița, România. Dân số thời điểm năm 2002 là 3510 người.